# Gösta Ahlberg (konstnär, 1903–1945)
För andra personer med samma namn, se Gösta Ahlberg
Gösta Anders Ahlberg, född 30 november 1903 i Klara församling i Stockholm, död 3 april 1945 i Brännkyrka församling i Stockholm, var en svensk konstnär.
Gösta Ahlberg var son till inkasseraren Karl Johan Ahlberg och Anna Lovisa Håkansson. Sina verk, som ofta bestod av porträtt och stadsmotiv, utförde han i olja. Ahlberg finns representerad vid Stadshuset i Stockholm. Han bodde i Aspudden.
Han var gift med Jenny Lovisa Fröström (1904–1987), dotter till tapetseraren David August Bernhard Fröström och Anna Lovisa Olsdotter.